# Teucholabis immaculata
Teucholabis immaculata là một loài ruồi trong họ Limoniidae. Chúng phân bố ở miền Tân bắc.